# 托马斯·波西
托马斯·波西（英語：Thomas Posey，1750年7月9日—1818年3月19日）是美国独立战争时期的军官、此后和平时期的将军，曾任第三任肯塔基州副州长、印第安纳领地总督和路易斯安那参议院议员。

## 早期生涯

### 家庭背景
1750年7月9日，托马斯·波西出生在弗吉尼亚殖民地費爾法克斯縣毗邻波托马克河的一个农场:364。根据他的自述，他“出身于一个受人尊敬的家庭”。波西一生都被各种谣言所困惑，其中包括有称他是乔治·华盛顿私生子的传闻:266。这个谣言在他死后仍然存在，甚至被几家报纸報導。因为几乎没有历史记载，大多数历史学家无法确定他的父母究竟是谁。波西成长于华盛顿挚友约翰·波西（John Posey）的家庭，波西家毗邻华盛顿在弗农山的住宅。也有人称托马斯早年受到华盛顿的資助，不过波西的传记作者约翰·桑顿·波西对此给予否定:33。
波西早年只接受过有限的英语教育:125，19岁时他打算从事贸易或农场生意而搬到了弗吉尼亚斯汤顿附近的边境地区:33。他在芬卡斯尔镇成立了一家马鞍商店；1772年11月30日，他与马修斯家族桑普森·马修斯的女儿玛莎·马修斯结婚。他與瑪莎共有三個兒子，但只有一名活到了成年。1778年，玛莎因第三子难产去世。边境上的生活动荡不安；印第安人持续的袭击，使弗吉尼亚总督邓摩尔勋爵決定出兵还击。1774年，波西參加了邓摩尔勋爵战争，对抗印地安肖尼人与明戈人的武裝行動。他供职于军需部门，并与威胁边境定居点的印第安人交火:365。在波因特普莱森特战役中，弗吉尼亚民兵团成功地在短期内镇压了印第安人:34。

### 独立战争
1775年，波西当选为弗吉尼亚通讯委员会的成员:372。美国独立战争期间，他在陆军服役，最初担任大陆军的一名上尉，大部分时间在第七弗吉尼亚团，1782年升为中校。一些人认为他的迅速崛起得益于乔治·华盛顿的支持。在战争期间，波西领导了针对邓摩尔勋爵在格温岛防御工事的攻坚战，并最终驱逐英军实力、并切断英国海军对该地区的支援。1775年冬，第七弗吉尼亚团在新泽西与乔治·华盛顿将军所部会合，波西升任上尉:376。1777年，随着日耳曼敦战役中，何奧将军率领的英军大败大陆军，华盛顿决定退守福吉谷营地；同年冬，波西负责警戒队守卫任务，并领导参加了几乎每天都有的小规模战斗:377。接下来的戰鬥中，他的部队將何奧所部驅趕回紐約市，隨後在蒙茅斯战役中也扮演了重要角色。1778年，临时步枪兵团缩减为两个连时，波西上尉取代了丹尼尔·摩根，成为临时步枪兵团的指挥官。他的小部队被派往纽约上州，以帮助确保大陆军高地部的边境侧翼安全:378。1778年12月20日，他被提升为少校，并被授予第七弗吉尼亚团的指挥权。
1779年春，波西离开华盛顿部，被派去安东尼·韦恩准将组建的轻步兵军团（由大陆军原四个步兵团独立组建）中，指挥一个轻步兵营；该营是克里斯蒂安·费比格尔上校麾下第一临时团（后为第十一弗吉尼亚团）的一部分。1779年7月15日，该部在夜间发动斯托尼角战役，以刀刃战夜袭英軍在西点附近哈德逊河上的重要阵地斯托尼角，波西是最早攻入英軍阵地、并夺取英国第17步兵团（皇家莱切斯特郡团）旗帜的人之一:34。他在攻入阵地后大喊“城堡是我们的了！”（英語：The Fort's our own!），也称为美国独立战争中的经典名言之一:380。
1779年12月8日，弗吉尼亚第七军团接到命令，加入弗吉尼亚防线，前往南卡罗来纳州的查尔斯顿，加入了南方军。12月轻步兵团解散时，波西被派去重返他的团；但在他抵达之前，部队却在1780年5月12日向英国投降。作为为数不多未被俘虏的弗吉尼亚军官之一，波西并没有多少任务，直到1781年初双方开始交换俘虏士兵。当时，费比格尔上校招募他来协助重建弗吉尼亚防线，负责新的“18月”营，他事实上担任了该营指挥官，并参加约克镇围城战役。1781-1782年间，他再次同韦恩将军并肩作战，在佐治亚对抗萨凡纳的英军。1782年，波西被提升为中校:381:35。
战争结束后，1783年3月10日波西退役，返回弗吉尼亚。同年，他成为了弗吉尼亚辛辛那提协会的创始成员。
自从他妻子去世后（1778年8月7日），他的儿子一直寄养于朋友家中；他之后把孩子接回抚养。1784年1月22日，波西与富有的乔治·桑顿的遗孀玛丽·亚历山大·桑顿（Mary Alexander Thornton）结婚。两人有八个孩子，且一直保持着婚姻关系直到波西去世。他们居住于她的弗雷德里克斯堡 (弗吉尼亚州)种植园里，波西在那里耕种了近18年。1797年，他重返政界竞选美国众议员，但最终失败；之后他在弗吉尼亚州政府中担任了几个职位:35。
美军在旧西北地区对抗沃巴什联盟中遭遇几次挫败后，波西重返军界。1793年，他以准将的身份重新入伍，并与“疯狂的”安东尼·韦恩一同在印第安西北部战争的前线对抗印第安人:392。波西对副司令官詹姆斯·维尔金森将军的行为深感不滿：维尔金森在给华盛顿的报告中，私下诋毁韦恩的权威。波西还发现维尔金森参与了针对其他高级军官的类似事情，包括针对前线指挥官乔治·罗杰斯·克拉克。维尔金森死后数年，人们发现他一直在接受西班牙的贿赂资金，在美军前线引发内讧。1794年2月20日，由于威尔金森带来的不滿情绪，波西再次从军队辞职。几个月后，美国在鹿寨战役上取得了胜利，战争结束:36。

## 公职

### 肯塔基州和路易斯安那州
1802年，波西因軍功而获得了7,000英畝（2,800公頃）的土地，他获准在西部几处土地中进行选择。他选择了肯塔基州亨德森 (肯塔基州)附近的土地，并把家搬到了新的庄园。由于他的声望很高，他当选为肯塔基州参议员，任期开始于1804年11月10日，之后他还成为肯塔基州参议院议长。1805年，他短暫地担任肯塔基州副州长。1808年，他一度競選肯塔基州州长，但后来退出竞选，转为支持查尔斯·斯科特:395。
为准备与法国和英国可能发生的敌对行动，1809年美国国会授权组建动员一支10万人的军队。肯塔基州需負責提供五千兵源。波西作为指挥肯塔基民兵的少将，再次重返军队，负责组建肯塔基民兵第一师。但因整体计划过于草率，最终武装被遣散。然而在此次行动中，波西对奥尔良地区产生兴趣。1810年他在辞去军职不久，到1812年前，全家陆续搬到了路易斯安那阿塔卡帕地区（今奥尔良区）。
1812年4月，路易斯安纳建州。由于路易斯安那州驻联邦参议院议员让-诺埃尔·德斯特尔汉因病辞职，波西由州长威廉·查尔斯·科尔·克莱本提名任命，代表路易斯安那州，出任美国联邦参议院议员，以填补让-诺埃尔·德斯特尔汉辞职后的空缺席位。在华盛顿特区期间，他还协助代理战争部长制定战争计划:399。

### 印第安纳领地

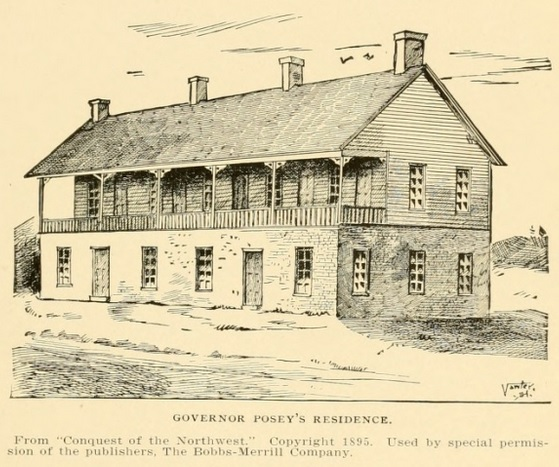
托马斯·波西在印第安纳杰斐逊维尔的房子，1813年到1816年期间居住

在競選參議員连任失败后，1813年2月，詹姆斯·麦迪逊因印第安纳领地总督威廉·亨利·哈里森轉任到西北领地对抗印第安人:377，而任命波西担任新任总督。在他赴任前由约翰·吉布森代理总督。印第安纳领地的议会一直强烈反对前任总督哈里森，並趁沒有強勢的總督在位之際，强行颁布了一些哈里森在任时未能通過的法案，包括領地首府的搬遷等。议会对波西的任命并不满意，他们希望有一位比较符合该地区的政治生态的、反对奴隶制的北方人总督。1813年12月，波西抵达新首府科里登，在那里向议会发表了一次和解演说:37。
波西在当地热心慈善、受人歡迎。他是长老会的积极成员，并成为向穷人免费分发圣经的圣经学会主席。:28波西不喜欢小型的议会大厦，加上其健康状况不佳，希望能與肯塔基州路易斯维尔的一位医生住得更近，在大会第一届会议中期，波西搬到了與路易斯維爾一河之隔的杰斐逊维尔，并在那里任职办公。他通过信使与科里登的立法机关联系:383。议会对他的缺席感到不满，他们认为这是前任总督所谓贵族倾向的延续，并发布了一项决议谴责了他的离开:37。
波西作为州长最重要的活动就是重组地方法院。當時的法院因为設立之時未獲国会授权而權力備受質疑，1815年，波西在科里登召开了一次特别会议，以创建一个該領地新的司法体系。波西主持了大会，最终将该领地划分为三个司法区，并任命了几位法官:398。議會對波西任命公職并不过分偏袒党派感到滿意，也認同他對道路建设方案與建立基础教育機構的支持。波西还批准了文森银行的章程，它是该地区第一个明显推动了经济进步的银行。
尽管他试图取悦该领土的民众，但州议会仍普遍不滿意他居於別處而不出席議會的行為和对奴隶制的支持。他常被反奴隸制的议长丹尼斯·彭宁顿抨擊，甚至有紀錄指波西就是為了躲避他的攻擊才搬離科里登，而非如其自述是因健康原因而搬遷:32,37。虽然印第安納在他任期内批准建州，但波西在過程中影響不大，甚至曾试图延缓建州進程，在一次演讲中，他声称该地区人口太少，无法徵得建州后建設所需的税收，而建议印第安納維持領地的地位，以继续接受联邦政府财政援助。不過立法机构强烈要求建州，印第安納領地的国会议员乔纳森·詹宁斯提议国会批准建州。1816年，印第安纳州成立后的首任州長選舉，波西以3934票对5211票被詹宁斯击败。其敗選的主因是他支持奴隶制的主張，而丹尼斯·彭宁顿與乔纳森·詹宁斯等大多数议员都持反对意见:392。

### 晚年生活
在他生命的最后两年中，波西在伊利诺伊州担任印第安人事务官，与韦亚人、基卡普人和帕塔瓦米人谈判。1816年，他被任命为赫利俄斯的印第安人事务官:402。1817年，他再次成为国会议员候选人，竞选乔纳森·詹宁斯离任后的空缺国会席位，但被威廉·亨德里克斯以压倒性优势击败。1818年3月19日，他在肖尼敦死于斑疹伤寒，享年67岁，葬于西木公墓:38。在托马斯·波西死后，印第安纳州波西縣和印第安纳州富兰克林县波西镇以他的名字命名。

## 家庭
托马斯·波西与首任妻子玛莎·马修斯有儿子约翰·波西，1793年父子一同在印第安西北部战争的前线，约翰·波西因功获得上尉军衔。托马斯·波西与第二任妻子玛丽·亚历山大·桑顿（Mary Alexander Thornton）有九个孩子：费耶特·波西、劳埃德·波西、威廉·波西、桑顿·波西英語：）、托马斯·波西、玛利亚·波西、亚历山大·波西、华盛顿·波西、莎拉·安·波西。

## 延伸阅读
- Cecere, Michael. Captain Thomas Posey and the 7th Virginia Regiment. Westminster, MD: Heritage Books, 2005. ISBN 0-7884-3584-1.
- Posey, John Thornton.  General Thomas Posey: Son of the American Revolution. East Lansing, MI: Michigan State University Press, 1992. ISBN 0-87013-316-0.